# Live in the Real World
Live in the Real World è il primo album dal vivo del gruppo musicale olandese Stream of Passion, pubblicato il 19 giugno 2006 dalla Inside Out Music.
Nel disco sono presenti brani da altri progetti di Arjen Anthony Lucassen (Star One e Ayreon), oltre che dal disco di debutto del gruppo.

## Tracce

### CD
CD 1
1. Intro – 1:28 (Arjen Anthony Lucassen, Marcela Bovio)
2. Spellbound – 4:17 (Arjen Anthony Lucassen, Marcela Bovio)
3. Passion – 5:40 (Arjen Anthony Lucassen, Marcela Bovio)
4. Waracle – 6:16 (Arjen Anthony Lucassen)
5. Wherever You Are – 5:33 (Arjen Anthony Lucassen, Marcela Bovio)
6. Computer Eyes – 6:18 (Arjen Anthony Lucassen)
7. Calliopeia – 5:21 (Arjen Anthony Lucassen, Marcela Bovio)
8. Valley of the Queens – 4:18 (Arjen Anthony Lucassen)
9. Haunted – 4:58 (Arjen Anthony Lucassen, Marcela Bovio)
10. The Charm of the Seer – 3:11 (Arjen Anthony Lucassen)
11. Deceiver/Songs of the Ocean – 6:11 (Arjen Anthony Lucassen, Marcela Bovio) – Songs of the Ocean originariamente interpretata dagli Star One

CD 2
1. Day One: Vigil – 2:02 (Arjen Anthony Lucassen)
2. Day Three: Pain – 5:57 (Arjen Anthony Lucassen, Devin Townsend)
3. Nostalgia – 3:44 (Arjen Anthony Lucassen, Marcela Bovio)
4. Out in the Real World – 6:31 (Arjen Anthony Lucassen, Marcela Bovio)
5. The Castle Hall – 6:28 (Arjen Anthony Lucassen)
6. Into the Black Hole/Cold Metal – 8:32 (Arjen Anthony Lucassen) – Cold Metal originariamente interpretata dagli Ambeon
7. When the Levee Breaks – 6:07 (Jimmy Page, Robert Plant, John Paul Jones, John Bonham, Memphis Minnie) – originariamente interpretata dai Led Zeppelin
8. Day Eleven: Love – 6:18 (Arjen Anthony Lucassen)

### DVD
1. Intro – 1:28 (Arjen Anthony Lucassen, Marcela Bovio)
2. Spellbound – 4:17 (Arjen Anthony Lucassen, Marcela Bovio)
3. Passion – 5:40 (Arjen Anthony Lucassen, Marcela Bovio)
4. Waracle – 6:16 (Arjen Anthony Lucassen)
5. Wherever You Are – 5:33 (Arjen Anthony Lucassen, Marcela Bovio)
6. Computer Eyes – 6:18 (Arjen Anthony Lucassen)
7. Calliopeia – 5:21 (Arjen Anthony Lucassen, Marcela Bovio)
8. Valley of the Queens – 4:18 (Arjen Anthony Lucassen)
9. Haunted – 4:58 (Arjen Anthony Lucassen, Marcela Bovio)
10. The Charm of the Seer – 3:11 (Arjen Anthony Lucassen)
11. Deceiver/Songs of the Ocean – 6:11 (Arjen Anthony Lucassen, Marcela Bovio) – Songs of the Ocean originariamente interpretata dagli Star One
12. Day One: Vigil – 2:02 (Arjen Anthony Lucassen)
13. Day Three: Pain – 5:57 (Arjen Anthony Lucassen, Devin Townsend)
14. Nostalgia – 3:44 (Arjen Anthony Lucassen, Marcela Bovio)
15. Out in the Real World – 6:31 (Arjen Anthony Lucassen, Marcela Bovio)
16. The Castle Hall – 6:28 (Arjen Anthony Lucassen)
17. Into the Black Hole/Cold Metal – 8:32 (Arjen Anthony Lucassen) – Cold Metal originariamente interpretata dagli Ambeon
18. When the Levee Breaks – 6:07 (Jimmy Page, Robert Plant, John Paul Jones, John Bonham, Memphis Minnie) – originariamente interpretata dai Led Zeppelin
19. Day Eleven: Love – 6:18 (Arjen Anthony Lucassen)

Extras
1. Live in Concert (2.0 and 5.1)
2. Behind the Scenes
3. Photo Gallery
4. Video Clip: Out in the Real World
5. Making of the Video Clip
6. Tour Diary

## Formazione
Gruppo
- Marcela Bovio – voce, violino
- Lori Linstruth – chitarra
- Arjen Lucassen – chitarra, voce
- Johan van Stratum – basso
- Alejandro Millán – pianoforte, archi, voce
- Davy Mickers – batteria

Altri musicisti
- Diana Bovio – cori
- Damian Wilson – voce

## Classifiche
| Classifica (2006) | Posizione massima |
| ----------------- | ----------------- |
| Paesi Bassi       | 57                |